# Campionato mondiale di beach soccer 2013
La FIFA Beach Soccer World Cup 2013 è stata la settima edizione del campionato mondiale di beach soccer. Si è svolto a Papeete, Tahiti, dal 18 al 28 settembre 2013. La Russia ha vinto il titolo per la seconda volta consecutiva.

## Squadre partecipanti
| Confederazione                                        | Torneo di qualificazione     | Qualificate                       |
| ----------------------------------------------------- | ---------------------------- | --------------------------------- |
| AFC (Asia)                                            | Qualificazioni asiatiche     | Iran Giappone Emirati Arabi Uniti |
| CAF (Africa)                                          | Qualificazioni africane      | Senegal Costa d'Avorio            |
| CONCACAF (America Centrale, Settentrionale e Caraibi) | Qualificazioni nordamericane | Stati Uniti El Salvador           |
| CONMEBOL (Sud America)                                | Qualificazioni sudamericane  | Argentina Brasile Paraguay        |
| OFC (Oceania)                                         | Qualificazioni oceaniane     | Isole Salomone                    |
| UEFA (Europa)                                         | Qualificazioni europee       | Paesi Bassi Russia Spagna Ucraina |
| Nazione ospitante                                     | Nazione ospitante            | Tahiti                            |

## Fase a gironi
Se due o più squadre terminano il girone a pari punti, la classifica avulsa terrà conto dei seguenti criteri:
1. i punti conseguiti negli incontri diretti fra tutte le squadre della classifica avulsa;
2. la differenza tra reti segnate e reti subite nei medesimi incontri;
3. il maggior numero di reti segnate nei medesimi incontri;
4. la differenza tra reti segnate e reti subite nell'intero girone;
5. il maggior numero di reti segnate nell'intero girone;
6. sorteggio

### Gruppo A
| Pos. | Squadra             | Pt | G | V | V+ | P | GF | GS | DR |
| ---- | ------------------- | -- | - | - | -- | - | -- | -- | -- |
| 1.   | Spagna              | 9  | 3 | 3 | 0  | 0 | 14 | 8  | +6 |
| 2.   | Tahiti              | 5  | 3 | 1 | 1  | 1 | 10 | 9  | +1 |
| 3.   | Stati Uniti         | 3  | 3 | 1 | 0  | 2 | 13 | 14 | -1 |
| 4.   | Emirati Arabi Uniti | 0  | 3 | 0 | 0  | 3 | 8  | 14 | -6 |

| Arbitro: | Mariano Romo |

|                                                                     |           |                                                                    |
| Antonio 9'21'’, 30'10'’ Llorenç 18'49'’ Juanma 31'39'’ Nico 34'17'’ | Marcatori | 6'11'’ Futagaki 11'24'’ Perera 14'43'’ Chimienti 31'36'’ Valentine |

| Arbitro: | Felipe Varejão |

|                                                        |           |                                     |
| R. Bennett 5'25'’ Zaveroni 9'46'’ Li Fung Kuee 13'53'’ | Marcatori | 19'47'’ Al-Hammadi 21'01'’ Al-Kaabi |

| Arbitro: | Hugo Pado |

|                                    |           |                                                                             |
| Al-Kaabi 2'26'’ Al-Hammadi 25'32'’ | Marcatori | 16'14'’ Antonio 27'43'’, 35'06'’ Raúl Mérida 33'44'’ Llorenç 35'03'’ Cintas |

| Arbitro: | Suwat Wongsuwan |

|                                                       |           |                                                                             |
| Tchen 17'35'’ (aut.) Chimienti 31'37'’ Perera 34'26'’ | Marcatori | 2'35'’ Li Fung Kuee 3'12'’ R. Bennett 22'08'’ Labaste 38'16'’, 38'55'’ Tepa |

| Arbitro: | Gumercindo Batista |

|                                                                     |           |                                                                        |
| Al-Hammadi 0'03'’, 26'21'’ Karim Al-Balooshi 8'00'’ Hussain 30'22'’ | Marcatori | 1'32'’, 16'49'’, 25'56’ Perera 7'42'’, 15'48'’ Canale 33'34'’ Leopoldo |

| Arbitro: | Bakhtiyor Namazov |

|                                   |           |                                                       |
| Tepa 23'40'’ Li Fung Kuee 33'34'’ | Marcatori | 3'20'’, 9'34'’ Raúl Mérida 6'22'’ Kuman 16'12'’ Pajón |

### Gruppo B
| Pos. | Squadra        | Pt | G | V | V+ | P | GF | GS | DR |
| ---- | -------------- | -- | - | - | -- | - | -- | -- | -- |
| 1.   | Argentina      | 6  | 3 | 2 | 0  | 1 | 17 | 11 | +6 |
| 2.   | El Salvador    | 6  | 3 | 2 | 0  | 1 | 13 | 11 | +2 |
| 3.   | Isole Salomone | 3  | 3 | 1 | 0  | 2 | 13 | 15 | -2 |
| 4.   | Paesi Bassi    | 2  | 3 | 0 | 1  | 2 | 6  | 12 | -6 |

| Arbitro: | Aleksandr Berezkin |

|                                                                      |           |                |
| Leguizamón 3'00'’ F. Hilaire 4'19'’ de Ezeyza 12'32'’ Medero 24'59'’ | Marcatori | 17'40'’ Robles |

| Arbitro: | Bessem Boubaker |

|  |           |                           |
|  | Marcatori | 24'48'’ Luwi 33'05'’ Muri |

| Arbitro: | Christian Zimmermann |

|                                                          |           | |
| Talo 11'51'’, 12'41'’, 30'35'’ Laua 12'54'’ Luwi 14'52'’ | Marcatori | 0'48'’ Levi 15'26'’, 27'46'’ E. Hilaire 16'02'’ F. Hilaire 24'01'’, 25'02'’, 30'30'’, 30'37'’ Medero |

| Arbitro: | Serdar Akçer |

|                                                                               |           |                   |
| Ruiz 6'03'’, 32'59'’ (rig.) Velásquez 6'24'’ Hernández 21'54'’ Batres 34'16'’ | Marcatori | 6'06'’ van Gessel |

| Arbitro: | Patricio Blanca |

|                                                                              |           |                                                                                  |
| Aisa 11'18'’ Muri 16'34'’, 18'26'’, 23'53'’ Talo 31'00'’ (rig.) Laua 33'34'’ | Marcatori | 5'50'’, 10'53'’, 13'10'’, 19'36'’, 32'44'’ Ruiz 24'34'’ Velásquez 29'56'’ Robles |

| Arbitro: | Said Hachim |

|                                                                                       |                      |                                                             |
| van der Geest 18'27'’ Ax 19'40'’, 27'31'’ van Dieren 25'12'’ van den Ouweland 35'57'’ | Marcatori            | 0'07'’ E. Hilaire 0'12'’ Levi 3'50'’, 6'56'’, 23'57'’ Vivas |
| van Gessel Ax van Dieren Klijbroek                                                    | Tiri di rigore 4 – 3 | Medero Leguizamón Franceschini E. Hilaire                   |

### Gruppo C
| Pos. | Squadra | Pt | G | V | V+ | P | GF | GS | DR  |
| ---- | ------- | -- | - | - | -- | - | -- | -- | --- |
| 1.   | Brasile | 9  | 3 | 3 | 0  | 0 | 16 | 6  | +10 |
| 2.   | Iran    | 3  | 3 | 1 | 0  | 2 | 8  | 10 | -2  |
| 3.   | Ucraina | 3  | 3 | 1 | 0  | 2 | 9  | 11 | -2  |
| 4.   | Senegal | 3  | 3 | 1 | 0  | 2 | 11 | 17 | -6  |

| Arbitro: | José Cortez |

|                                                         |           |                                                            |
| Fall 14'54’, 15'23'’, 26'46'’, 34'53'’ Koukpaki 21'23'’ | Marcatori | 1'50'’ Sydorenko 2'25'’, 25'47'’ Zborovs'kij 23'54'’ Pačev |

| Arbitro: | Rubén Eiriz |

|                                                     |           |               |
| Bruno Xavier 1'41'’, 14'35'’, 30'57'’ Bueno 15'11'’ | Marcatori | 8'46'’ Akbari |

| Arbitro: | Tomasz Winiarczyk |

|                                                                       |           |                                                |
| Ahmadzadeh 1'24'’, 2'54'’, 20'11'’ Akbari 15'58'’ Boulokbashi 29'08'’ | Marcatori | 15'28'’, 27'48'’ Sylla 15'51'’ (aut.) Hosseini |

| Arbitro: | Ebrahim Al-Mansory |

|                                       |           |                                                          |
| Zborovs'kyj 21'25'’ Hladčenko 26'08'’ | Marcatori | 4'17'’, 32'38'’ Bruno Xavier 7'41'’ Bruno 34'34'’ Daniel |

| Arbitro: | Serdar Akçer |

|                                    |           |                                                      |
| Ahmadzadeh 2'38'’ Hosseini 32'42'’ | Marcatori | 2'41'’ A. Borsuk 21'44'’ Kornijčuk 29'34'’ I. Borsuk |

| Arbitro: | Suwat Wongsuwan |

| |           |                                       |
| Daniel 1'35'’ Bruno Xavier 4'48'’, 10'44'’, 29'58'’ Bruno 5'48'’ André 24'14'’, 25'57'’ Jorginho 36'00'’ | Marcatori | 9'05'’ Koukpaki 16'26'’, 27'57'’ Fall |

### Gruppo D
| Pos. | Squadra        | Pt | G | V | V+ | P | GF | GS | DR |
| ---- | -------------- | -- | - | - | -- | - | -- | -- | -- |
| 1.   | Russia         | 8  | 3 | 2 | 1  | 0 | 13 | 6  | +7 |
| 2.   | Giappone       | 5  | 3 | 1 | 1  | 1 | 8  | 8  | 0  |
| 3.   | Paraguay       | 3  | 3 | 1 | 0  | 2 | 14 | 13 | +1 |
| 4.   | Costa d'Avorio | 0  | 3 | 0 | 0  | 3 | 11 | 19 | -8 |

| Arbitro: | Bakhtiyor Namazov |

| |           |                                                                                |
| López 8'48'’, 27'20'’, 30'38'’ Morán 14'36'’, 27'09'’ Benítez 19'24'’ (rig.) Pereira 20'23'’, 32'19'’ Zayas 23'16'’ Barreto 35'17'’ | Marcatori | 2'43'’, 10'54'’, 15'58'’, 30'22'’ Kouassitchi 6'19'’ Sakanoko 22'26'’ Tchetche |

| Arbitro: | Said Hachim |

|                                                                |           |                |
| Šišin 12'50'’, 13'25'’ Krašeninnikov 30'37'’ Peremitin 30'56'’ | Marcatori | 27'26'’ Tabata |

| Arbitro: | Oscar Velásquez |

|                                          |           |               |
| Oda 1'34'’ Moreira 7'12'’ Tabata 13'59'’ | Marcatori | 25'35'’ Morán |

| Arbitro: | Miguel Aguilar |

|                                      |           |                                                                |
| Kouassitchi 26'40'’ Sakanoko 29'34'’ | Marcatori | 11'01'’, 27'31'’ Makarov 14'20'’ Šajkov 19'46'’, 30'13'’ Šišin |

| Arbitro: | Patricio Blanca |

|                                                                |           |                                                     |
| Yamauchi 2'06'’ Moreira 18'48'’, 37'54'’ Matsuo 38'19'’ (rig.) | Marcatori | 0'58'’ (rig.), 37'53'’ Kouassitchi 17'40'’ Sakanoko |

| Arbitro: | Christian Zimmermann |

|                                                         |           |                                                |
| Peremitin 1'59'’ Makarov 12'36'’ Šišin 15'59'’, 36'42'’ | Marcatori | 20'03'’ Amarilla 27'40'’, 35'53'’ (rig.) Morán |

## Fase a eliminazione diretta

### Tabellone
|  | Quarti di finale            | Quarti di finale            |                             |        | Semifinali                | Semifinali                |  |  | Finale                      | Finale |
|  |                             |                             |                             |        |                           |                           |  |  |                             |        |
|  | Papeete - 25 settembre 2013 |                             |                             |        |                           |                           |  |  |                             |        |
|  |                             |                             |                             |        |                           |                           |  |  |                             |        |
|  | Spagna                      | 2                           |                             |        |                           |                           |  |  |                             |        |
|  | Spagna                      | 2                           | Papeete - 27 settembre 2013 |        |                           |                           |  |  |                             |        |
|  | El Salvador                 | 1                           |                             |        |                           |                           |  |  |                             |        |
|  | El Salvador                 | 1                           | Spagna (dts)                | 2      |                           |                           |  |  |                             |        |
|  | Papeete - 25 settembre 2013 |                             | Spagna (dts)                | 2      |                           |                           |  |  |                             |        |
|  |                             | Brasile                     | 1                           |        |                           |                           |  |  |                             |        |
|  | Brasile                     | Brasile                     | 1                           | 4      |                           |                           |  |  |                             |        |
|  | Brasile                     |                             | Papeete - 28 settembre 2013 | 4      |                           |                           |  |  |                             |        |
|  | Giappone                    | 3                           |                             |        |                           |                           |  |  |                             |        |
|  | Giappone                    | 3                           | Spagna                      | 1      |                           |                           |  |  |                             |        |
|  | Papeete - 25 settembre 2013 |                             | Spagna                      | 1      |                           |                           |  |  |                             |        |
|  |                             | Russia                      | 5                           |        |                           |                           |  |  |                             |        |
|  | Russia                      | Russia                      | 5                           | 6      |                           |                           |  |  |                             |        |
|  | Russia                      | Papeete - 27 settembre 2013 |                             | 6      |                           |                           |  |  |                             |        |
|  | Iran                        | 5                           |                             |        |                           |                           |  |  |                             |        |
|  | Iran                        | 5                           | Russia                      | 5      | Finale per il terzo posto | Finale per il terzo posto |  |  |                             |        |
|  | Papeete - 25 settembre 2013 |                             | Russia                      | 5      | Finale per il terzo posto | Finale per il terzo posto |  |  |                             |        |
|  |                             | Tahiti                      | 3                           |        |                           |                           |  |  |                             |        |
|  | Argentina                   | Tahiti                      | 3                           | 1      | Brasile (dtr)             | 7 (1)                     |  |  |                             |        |
|  | Argentina                   |                             |                             | 1      | Brasile (dtr)             | 7 (1)                     |  |  |                             |        |
|  | Tahiti                      | 6                           |                             | Tahiti | 7 (0)                     |                           |  |  |                             |        |
|  | Tahiti                      | 6                           |                             |        | 7 (0)                     |                           |  |  |                             |        |
|  |                             |                             |                             |        |                           |                           |  |  | Papeete - 28 settembre 2013 |        |
|  |                             |                             |                             |        |                           |                           |  |  |                             |        |

### Quarti di finale
| Arbitro: | Serdar Akçer |

|                                                          |           |                                                        |
| Eudin 7'55'’ Datinha 9'50'’ Daniel 28'46'’ Bueno 30'26'’ | Marcatori | 5'15'’ Oda 19'48'’ (rig.) Moreira 29'33'’ (aut.) Bueno |

| Arbitro: | Rubén Eiriz |

|                           |           |                                                                                                   |
| E. Hilaire 15'21'’ (rig.) | Marcatori | 8'08'’, 26'05'’ Taiarui 24'17'’ N. Bennett 27'15'’ R. Bennett 28'57'’ Li Fung Kee 35'55'’ Tavanae |

| Arbitro: | Patricio Blanca |

|                                |           |                       |
| Llorenç 6'34'’ Antonio 33'28'’ | Marcatori | 23'01'’ (rig.) Torres |

| Arbitro: | Hugo Pado |

|                                                                                               |           |                                                                      |
| Eremeev 9'22'’, 30'29'’ Krašeninnikov 18'15'’ Peremitin 21'43'’ Romanov 25'10'’ Šišin 33'56'’ | Marcatori | 5'21’, 24'34'’ Mesigar 9'15'’, 21'55'’ Boulokbashi 32'06’ Ahmadzadeh |

### Semifinali
| Arbitro: | Patricio Blanca |

|                                                         |           |                                                        |
| Šišin 8'17'’, 16'08'’, 34'03'’ Makarov 32'37'’, 34'22'’ | Marcatori | 12'02'’ Tepa 16'25'’ (aut.) Makarov 25'33'’ N. Bennett |

| Arbitro: | Said Hachim |

|                             |           |                     |
| Juanma 20'36'’ Nico 36'28'’ | Marcatori | 4'34'’ Bruno Xavier |

### Finale 3º-4º posto
| Arbitro: | Gionni Matticoli |

| |                      |                                                                                               |
| Bruno Xavier 6'38'’ Daniel 11'16'’ André 11'47'’ Eudin 13'37'’, 18'42'’ Jorginho 23'04'’ Bruno 38'06'’ | Marcatori            | 0'20'’, 23'02'’ Li Fung Kee 11'20'’ Amau 20'04'’, 34'39'’ Taiarui 32'48'’, 39'00'’ N. Bennett |
| Jorginho                                                                                               | Tiri di rigore 1 – 0 | Li Fung Kee                                                                                   |

### Finale
| Arbitro: | Serdar Akçer |

|                 |           |                                                                             |
| Llorenç 23'30'’ | Marcatori | 12'30'’ Škarin 15'00'’ Romanov 17'52'’, 30'24'’ Krašeninnikov 35'49'’ Šišin |

## Campione
| Campione del Mondo di beach soccer 2013 Russia 2º titolo FIFA |